# 平野長政
平野 長政（ひらの ながまさ、寛永19年（1642年） - 元禄13年7月27日（1700年9月10日））は、大和交代寄合表御衆田原本3代領主。七沢清宗の長男。母は増山氏（泉光院）。宝樹院（江戸幕府4代将軍徳川家綱生母）、増山正利、那須資弥の異父弟、蓮華院（毛利元知室）の同父兄弟にあたる。正室は織田高長の娘。継室は木下利貞の娘。子に平野長英、長重、六之助、養女（平野長喜室）。通称六之助、権佐。官位は従五位下、丹波守（寛文7年（1667年）12月29日叙任）。法名は休祥。
異父姉の宝樹院(お楽の方)が、将軍家綱の生母であったため、明暦2年（1656年）12月8日、家綱の命で平野長勝の養子となり、寛文9年（1669年）3月13日に遺領を相続する。母の泉光院存命中は江戸に定府した。天和2年（1682年）、朝鮮通信使の饗応役を駿府にて務める。元禄13年に江戸で没した。子の長英が遺蹟を継いだ。